# Royal Flying Doctor Service of Australia

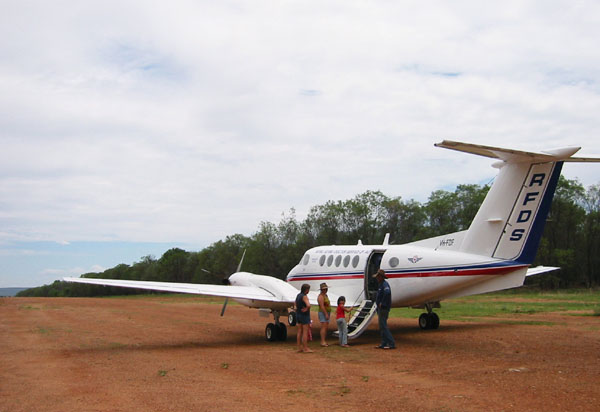
En RFDS Beechcraft Super King Air på ett flygfält i ödemarken.

Royal Flying Doctor Service (förkortning: RFDS), till vardags även kallat The Flying Doctors, är en frivilligorganisation i Australien för akutsjukvård som möjliggör för sjukvårdspersonal med flygplan och helikoptrar att besöka patienter på avlägsna platser i Australiens glesbefolkade inland. 

## Bakgrund
Verksamheten har funnits sedan 1920-talet. Att organisationen får använda ordet Royal (kunglig) i sitt namn är ett tecken på erkännande från landets statschef.

## Populärkultur
Verksamheten har inspirerat till den dramatiserade australiska TV-serien Doktorn kan komma.

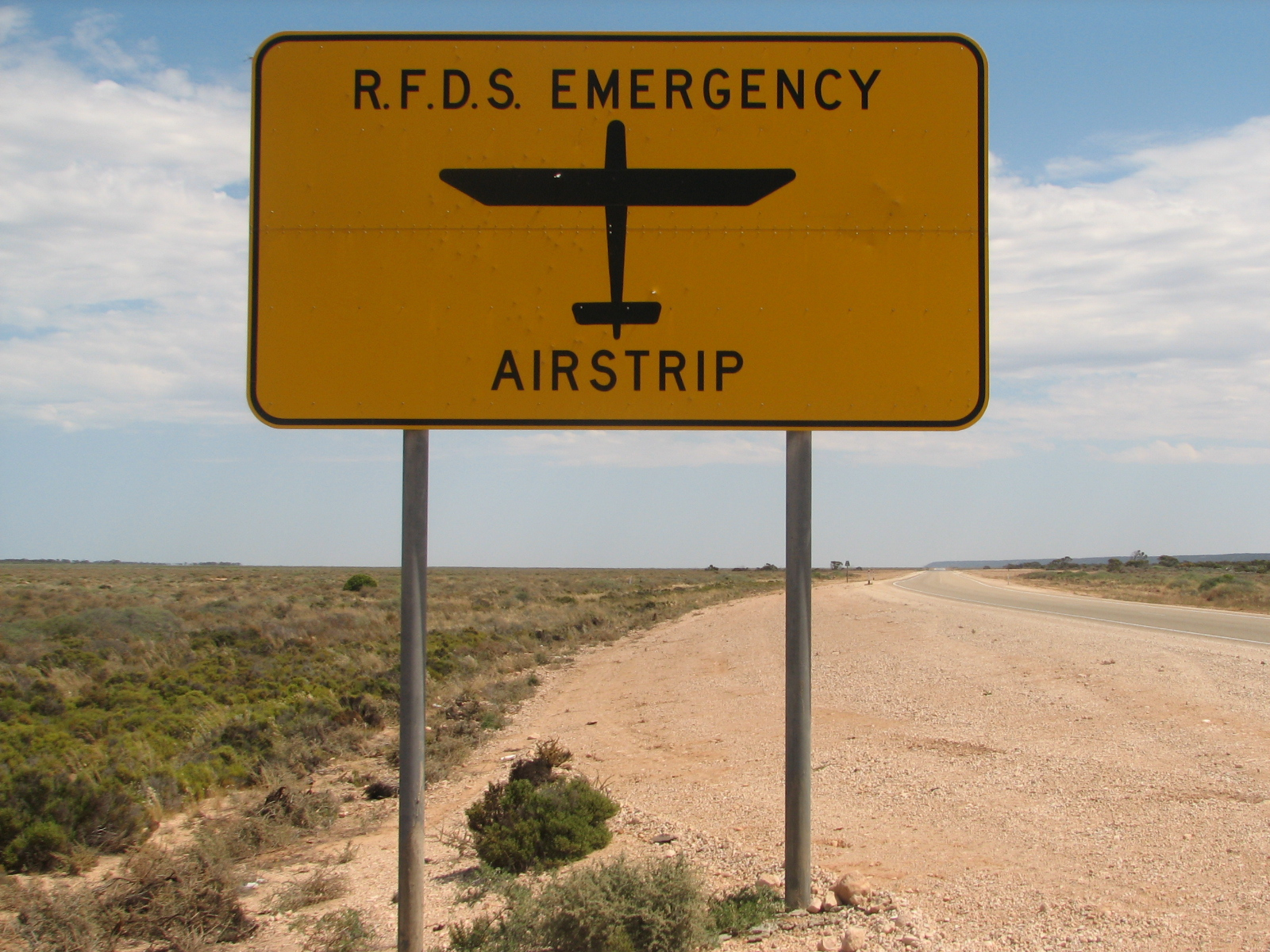
Vägskylt som anger att vägen används som start- och landningsbana av RFDS.

### Fotnoter
1. ↑  Michael Borgert (25 januari 2006). ”Doktorn kan komma - från flygande doktorer till telepsykiatriker”. Sveriges radio. http://sverigesradio.se/sida/artikel.aspx?programid=406&artikel=781779. Läst 7 oktober 2017.